# NGC 329
NGC 329 је спирална галаксија у сазвежђу Кит која се налази на NGC листи објеката дубоког неба.
Деклинација објекта је - 5° 4' 14" а ректасцензија 0h 58m 1,4s. Привидна величина (магнитуда) објекта NGC 329 износи 13,5 а фотографска магнитуда 14,3. NGC 329 је још познат и под ознакама MCG -1-3-48, PGC 3467.